# 首都機械化歩兵師団 (韓国陸軍)
首都機械化歩兵師団（しゅときかいかほへいしだん、朝: 수도기계화보병사단、漢字: 首都機械化步兵師團、英: Capital Mechanized Infantry Division）とは、大韓民国（以下韓国）の大韓民国陸軍（以下韓国軍）に所属する師団のひとつである。単に首都師団とも。
通称「猛虎師団」（朝: 맹호사단、漢字: 猛虎師團、英: Tiger Division）。第3軍の第7機動軍団に所属する機械化歩兵師団で首都ソウルを朝鮮民主主義人民共和国（以下北朝鮮）の朝鮮人民軍（以下人民軍）による攻撃から防衛し、反撃することを任務とする。
首都機械化歩兵師団は朝鮮戦争のほか、ベトナム戦争にも派遣された。近年には師団の一部部隊がイラクへの有志連合に派遣された。

## 師団史

### 朝鮮戦争
首都師団は1948年6月20日、「首都警備司令部」（師団規模）として編成された。韓国軍の各師団は陸軍本部（諸外国の陸軍参謀本部に相当）の直接の指揮下にあったが、首都警備司令部はソウル陥落のち第1軍団に編入され、大田での延滞戦闘、釜山橋頭堡の戦いに参加した。
創設時、司令部を龍山に置き、第2連隊、第17連隊、機甲連隊、砲兵団、独立第1大隊、野戦工兵大隊で編制されていた。のちに第17連隊、機甲連隊、砲兵団、野戦工兵大隊が陸軍本部直轄となり、朝鮮戦争開戦時には第3連隊（連隊長：李尚根中領）、第8連隊（連隊長：徐鐘喆中領）、第18連隊（連隊長：任忠植中領）の編制であった。
朝鮮戦争が勃発すると隷下の部隊は議政府方面に投入され壊滅した。ソウル陥落後、始興地区戦闘司令部の下で混成首都師団として再建され永同浦の防御を担当した。漢江防御線崩壊後、首都師団として再編成され、7月6日から10日まで鎮川で人民軍第2師団（崔賢少将）を阻止した（鎮川の戦い）。7月13日、清州南側の高地帯で再び人民軍第2師団と交戦するが、左翼の第24師団が撃退されたため、報恩付近に後退した。7月17日付で発令された作命第55号によって安東に転進。第二次再編成計画により隷下部隊が第1連隊（連隊長：尹春根中領）、第17連隊（連隊長：金熈濬中領）、第18連隊に変更された。
1950年8月、杞渓・安康の戦いで人民軍第12師団を南北から挟撃して殲滅した。しかし再編された人民軍第12師団の反撃を受け、杞渓を喪失した。
1950年9月16日、首都師団は釜山橋頭堡東側、慶州の戦いで人民軍第12師団の進攻を阻止した。
1950年9月16日から30日にかけて道坪里-英陽-春陽-寧越-平昌-束沙里沿いに北進。
1950年10月1日に第3師団と共に38度線を突破し、襄陽-杆城-楊口-華川-淮陽-新高山-安辺沿いに北進。
1950年10月10日、第3師団と共に元山を占領。11月30日、清津北方の富寧、富居まで進出。中国人民志願軍の攻勢により1950年12月18日に興南から海上撤退した後、墨湖に上陸。
1951年5月、隷下の第1連隊（連隊長：韓信大領）が大関嶺を確保。1951年6月3日から香爐峰の戦闘が展開される。1951年10月、月飛山（459高地）をめぐって激戦が展開された。1951年12月、白野戦戦闘司令部に編入され、西南地区の南部軍を討伐。
1952年3月、第2軍団に編入。同年7月7日から10月4日まで首都高地・指形稜線の戦いが展開。
1952年10月25日、軍団指示（第42号）によって担当正面を第8師団に引き渡し、第8軍の予備となった。楊州に移動し、11月3日付で部隊整備と教育訓練を実施。
1952年12月12日、アメリカ軍第9軍団に編入され、江原道史倉里に移動して第一線に復帰。
1953年7月13日、中国軍の最終攻勢によって後退するが、16日から反撃に転じて金城川を確保した。（金城の戦い）

### ベトナム戦争
ベトナムに派遣されたのは首都師団、第9歩兵師団「ペンマ」（白馬）、第2海兵旅団「チョンリョン」（青龍）であるが、これらの部隊は朝鮮戦争における勇戦を考慮されたためである。ベトナムに派遣された韓国兵には特別給与が与えられた。
1965年9月22日、首都師団は南ベトナムに派遣され、ビンディン省の国道1号線と19号線の通る要衝、クイニョン郊外のキャンプ・サンダーボルトに配置された
1965年10月、第101空挺師団第1旅団よりクイニョン駐留任務を引き継ぐ。
1966年6月までに首都師団はクイニョン北の全地域から国道1号線の東側とフーカット山の麓を占領する。のちに国道19号線の南北からアンケ(An Khê)に至る道を確保した。この一帯で首都師団はビンディン省とフーイエン省の国境付近で小規模な偵察隊による小作戦を行った。
1966年6月24日、米第1野戦軍は駐越韓国軍司令部に、米第25師団のポールリビア作戦に首都師団の1個大隊を派遣するように要請した。駐越韓国軍司令部は最終的にこの要請を受け入れ、2個砲隊と1個工兵小隊で増強された機甲連隊第3大隊を派遣した。7月9日、派遣部隊はクイニョンを離れ、カンボジア国境付近のドゥクコーに移動した。第3大隊は1,437回の捜索偵察と385回の待ち伏せという小規模な作戦を実施したが、敵との遭遇や撃滅といった成果は出ず、ウィリアム・ウェストモーランド司令官は「地中に掘って入ってカンボジア国境一帯に留まっている」と評価した。8月10日22時40分、第9中隊基地が約700名のベトナム人民軍部隊に攻撃されたが、これを撃退した。第9中隊は5倍ものベトナム軍を敗退させ、米公刊戦史は「韓国軍は少なくとも197名のベトナム軍を射殺した一方で7名を失っただけだった」と記述している。
首都師団は地域を捜索し、敵兵や武器を回収するのに効果を発揮した。1973年3月11日、韓国に帰還した。

#### ベトナム戦争中の編制
- 師団司令部中隊
  - 騎兵連隊（3個大隊）
  - 第1歩兵連隊（3個大隊）
  - 第26歩兵連隊（3個大隊）
  - 師団砲兵
    - 司令部中隊
    - 第10野戦砲兵大隊（105 mm榴弾砲）
    - 第60野戦砲兵大隊（105 mm榴弾砲）
    - 第61野戦砲兵大隊（105 mm榴弾砲）
    - 第628野戦砲兵大隊（155 mm榴弾砲）

  - 工兵大隊
  - 戦車中隊
  - 偵察中隊
  - 通信中隊
  - 憲兵中隊
  - 医療中隊
  - 武器中隊
  - 兵站中隊
  - 補充中隊
  - 飛行隊

#### ベトナム戦争中の統計
| 派遣           | 撤退         | 派兵数 | 派兵数  | 派兵数  | 戦闘（回数？） | 戦闘（回数？） | 戦闘（回数？） | 戦死 | 戦死   | 戦死  | 負傷 | 負傷   | 負傷  |
| 派遣           | 撤退         | 士官   | その他  | 合計    | 大規模         | 小規模         | 合計           | 士官 | その他 | 合計  | 士官 | その他 | 合計  |
| -------------- | ------------ | ------ | ------- | ------- | -------------- | -------------- | -------------- | ---- | ------ | ----- | ---- | ------ | ----- |
| 1965年10月22日 | 1973年3月7日 | 7,652  | 107,340 | 114,992 | 521            | 174,586        | 175,107        | 186  | 1,925  | 2,111 | 246  | 4,228  | 4,474 |

首都師団とともに戦ったアメリカ軍部隊は次の通り。
- 第9歩兵師団（英語版）
- 第504憲兵大隊C中隊

## 現在の編制

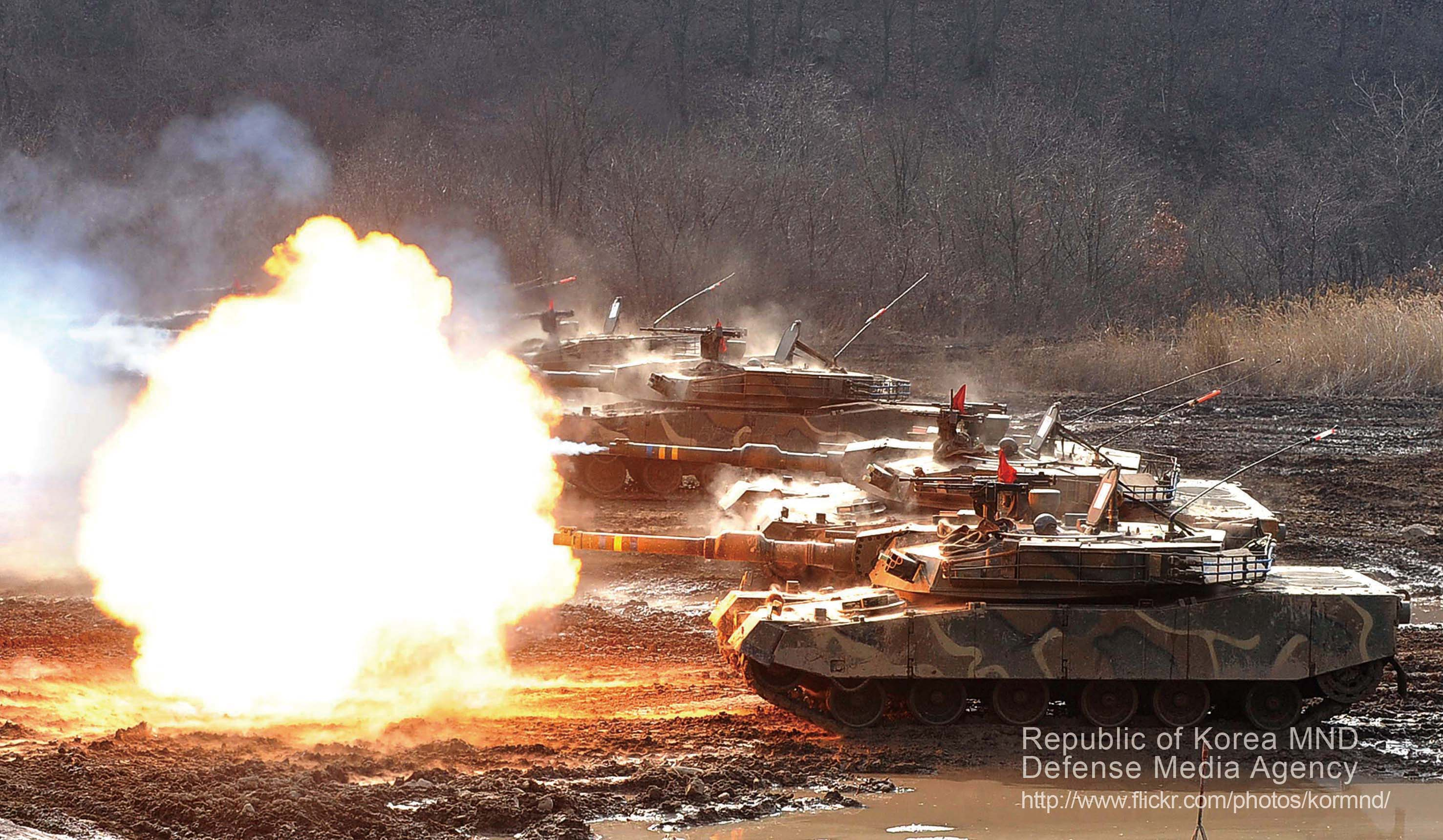
車列を組み、一斉射撃を行う首都師団所属のK1A1戦車。

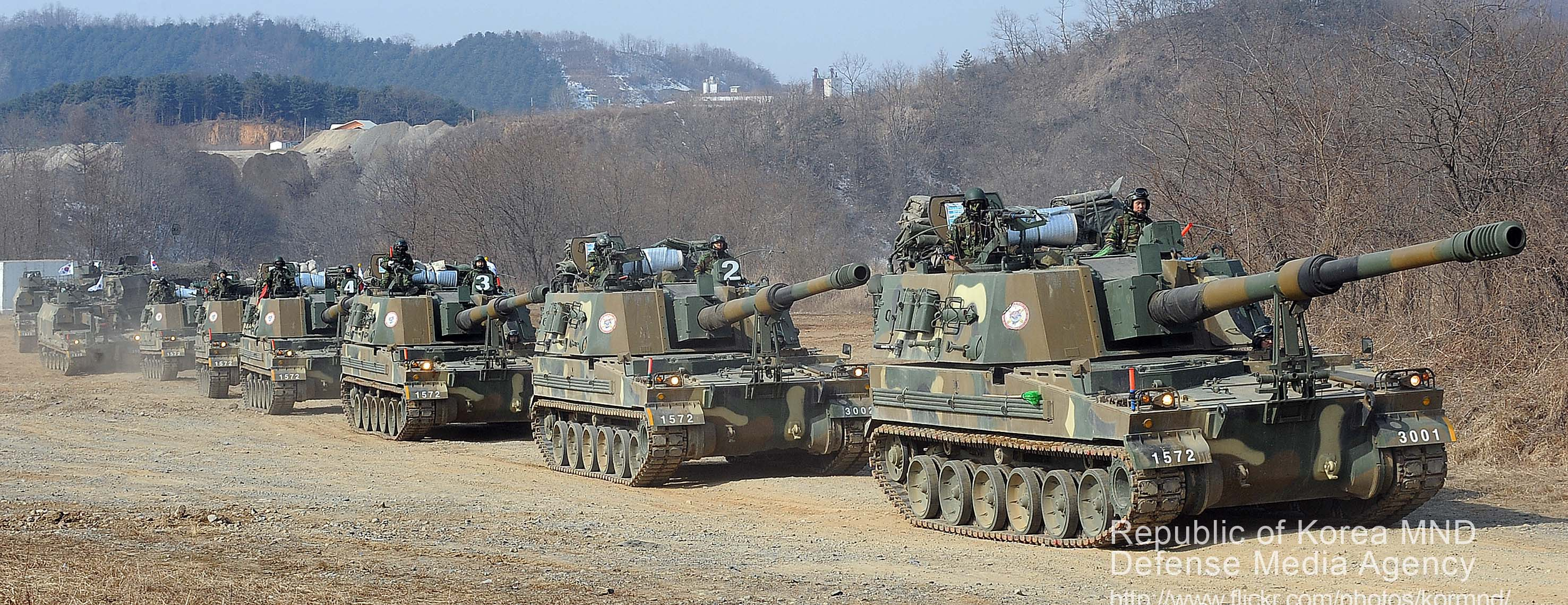
隊列を組む師団砲兵旅団のK9 155mm自走榴弾砲。

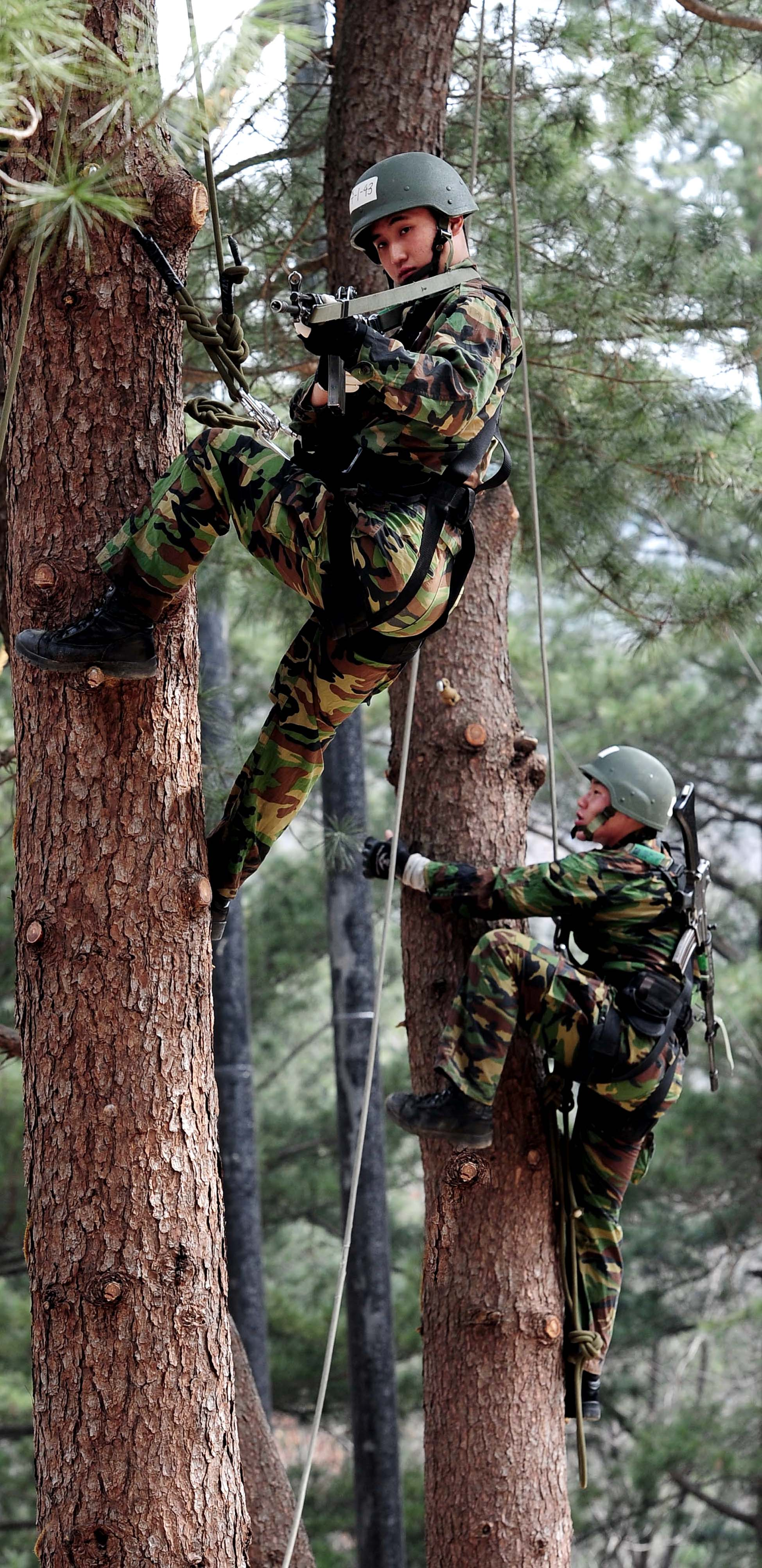
遊撃訓練中、視界確保のため木に登ろうとする首都師団所属の兵士。

1973年3月22日、機械化歩兵師団に改編。各連隊は2個機械化歩兵大隊と1個戦車大隊（第26機械化歩兵旅団は2個戦車大隊、1個機械化歩兵大隊）を擁する旅団に拡充された。
首都機械化歩兵師団
- 師団本部大隊
- 第1機甲・機械化歩兵旅団「ボンゲ」（稲妻、번개）
  - 本部中隊・直轄中隊
  - 第18戦車大隊
  - 第101機械化歩兵大隊「眞虎大隊」（진호대대）
  - 第122機械化歩兵大隊「天虎大隊」（천호대대）
- 第1機械化歩兵旅団「飛虎」（비호）・「虎連隊」（호연대）
  - 本部中隊・直轄中隊
  - 第17戦車大隊「突破大隊」（돌파대대）
  - 第102機械化歩兵大隊「突進大隊」（돌진대대）
  - 第133機械化歩兵大隊「在求大隊」（재구대대）[21]
- 第26機械化歩兵旅団「恵山鎮」（恵山市[22]、혜산진）
  - 本部中隊・直轄中隊
  - 第8戦車大隊「ギデオン大隊」（ギデオン（破壊）、기드온대대）
  - 第35戦車大隊「勝虎大隊」（승호대대）
  - 第103機械化歩兵大隊「怒濤大隊」（노도대대）
- 師団砲兵旅団「上昇」（상승）
  - 本部中隊・直轄中隊
  - 第10砲兵大隊「白鳥」（백조）
  - 第60砲兵大隊「忠武」（충무）
  - 第61砲兵大隊「北辰」（북진）
  - 第808砲兵大隊「奇跡」（기적）
- 通信大隊
- 機甲偵察大隊
- 戦闘工兵大隊
- 防空砲兵大隊
- 支援輸送大隊
- 医療大隊
- 憲兵大隊
- 訓練大隊

## 歴代師団長
| 代 | 氏名            | 氏名     | 在任期間                | 出身校・期             | 前職                   | 後職                 | 備考                 |
| -- | --------------- | -------- | ----------------------- | ---------------------- | ---------------------- | -------------------- | -------------------- |
| 代 | 漢字/片仮名表記 | 原語表記 | 在任期間                | 出身校・期             | 前職                   | 後職                 | 備考                 |
| 1  | 權晙            | 권준     | 1949.7.1 - 1950.6.10    | 黄埔軍校4期            | 護国軍第106旅団長      |                      |                      |
| 2  | 李鍾賛          | 이종찬   | 1950.6.10 - 1950.7.5    | 日本陸士49期           | 国防部政訓局長         | 中央訓練所本部長     |                      |
| 3  | 李俊植          | 이준식   | 1950.7.5 - 1950.7.7     | 雲南陸軍講武堂         | 陸士校長               | 第3師団長            |                      |
| 4  | 金錫源          | 김석원   | 1950.7.7 - 1950.8.7     | 日本陸士27期           | 予備役                 | 戦時特命検閲部長     |                      |
| 5  | 白仁燁          | 백인엽   | 1950.8.7 - 1950.9.1     | 軍事英語学校           | 第17連隊長             | 第17連隊長           |                      |
| 6  | 宋堯讃          | 송요찬   | 1950.9.1 - 1952.7       | 軍事英語学校           | 大邱防衛司令官         | 南部地区警備司令官   |                      |
| 7  | 李龍文          | 이용문   | 1952.7.9 - 1952.10.10   | 日本陸士50期           | 第9師団副師団長        | 南部地区警備司令官   |                      |
| 8  | 宋堯讃          | 송요찬   | 1952.10.10 - 1953.4.25  |                        | 南部地区警備司令官     | 米留待機             |                      |
| 9  | 崔昌彦          | 최창언   | 1953.4.25 - 1955        | 同徳台1期 日本陸士56期 | 米留                   | 第2管区司令官        |                      |
|    | 韓信            | 한신     | 1956.7 - 1957           | 警士2期                | 輸送監                 | 監察監               |                      |
|    | 蔡命新          | 채명신   | 1965.9.25 - 1966.8.23   | 警士5期                | 第3管区司令官          | 派越韓国軍司令官     | 派越韓国軍司令官兼任 |
|    | 柳炳覽          | 유병람   | 1966.8.23 - 1967.9.20   | 陸士7期                |                        |                      |                      |
|    | 鄭淳珉          | 정순민   | 1967.9.20 - 1968.10.23  | 陸士4期                |                        |                      |                      |
|    | 尹必鏞          | 윤필용   | 1968.10.23 - 1969.11.25 | 陸士8期                |                        |                      |                      |
|    | 金學洹          | 김학원   | 1969.11.25 - 1968.10.23 | 陸士5期                | 第2師団長              |                      |                      |
|    | 李熺性          | 이희성   | 1970.11.27 - 1971.11.27 | 陸士8期                |                        |                      |                      |
|    | 鄭得萬          | 정득만   | 1971.11.27 - 1973.3.21  | 陸士8期                |                        |                      |                      |
|    | ハン・テイル    | 한태일   | 1975 - 1976             | 陸士9期                |                        | 第1軍団副軍団長      |                      |
|    | 李弼朝          | 이필조   | 1976 - 1978?            | 総合12期               | 蔚山特定地域警備司令官 | 第2訓練所長          |                      |
|    | 孫吉男          | 손길남   | - 1979?                 | 総合29期               |                        | 予備役編入           |                      |
| 30 | 李相珪          | 이상규   | 1981 - 1982.6           | 陸士12期               | 第2装甲旅団長          | 情報司令官           |                      |
| 31 | 陸完植          | 육완식   | 1982.6 - 1984.7         | 陸士13期               | 第1空輸旅団長          | 特戦司令官           |                      |
| 32 | 金振永          | 김진영   | 1984.7 - 1986.7         | 陸士17期               | 警護室次長補           | 三士官学校長         | ハナフェ             |
| 33 | 趙南豊          | 조남풍   | 1986.7 - 1988.6         | 陸士18期               | 第1空輸旅団長          | 陸軍本部作戦参謀部長 | ハナフェ             |
| 34 | 李賢夫          | 조남풍   | 1988.6 - 1990           | 陸士20期               | 陸軍本部人事運営監     | 陸軍本部作戦参謀部長 | ハナフェ             |
|    | 鄭井澤          | 정정택   | - 1993                  | 陸士23期               |                        |                      | ハナフェ             |
|    | 金熙相          | 김희상   | 1993.10 -               | 陸士24期               |                        |                      |                      |
|    | 金熙元          | 김희원   | 2001.11 -               | 陸士27期               | 3軍参謀長              |                      |                      |
| 44 | イ・ユンベ      | 이윤배   | 2007.10 - 2009.11.10    | 陸士35期               |                        | 情報作戦参謀部長     |                      |
| 45 | 厳基鶴          | 엄기학   | 2009.11.10 - 2011.11.17 | 陸士37期               | 第3軍作戦処長          | 合同参謀本部作戦部長 |                      |
| 46 | グォン・オハン  | 권오한   | 2011.11.17 - 2013.11.4  | 陸士39期               | 第2軍作戦処長          | 合同参謀作戦部長     |                      |
| 47 | 李錫九          | 이석구   | 2013.11.4 - 2015.11.4   | 陸士41期               | 陸本情作部作戦処長     | 陸軍本部作戦部長     |                      |
| 48 | キム・ソンホ    | 김선호   | 2015.11.4 -             | 陸士43期               | 企画管理2次長          |                      |                      |